# Schutzhund
Als Schutzhund bezeichnet man einen Haushund, der eine Schutzhundausbildung durchlaufen und mit einer Reihe von Prüfungen erfolgreich abgeschlossen hat. Die Schutzhundausbildung sowie die anschließenden Prüfungen können prinzipiell Hunde aller Rassen absolvieren.

## Ausbildung

### Sport

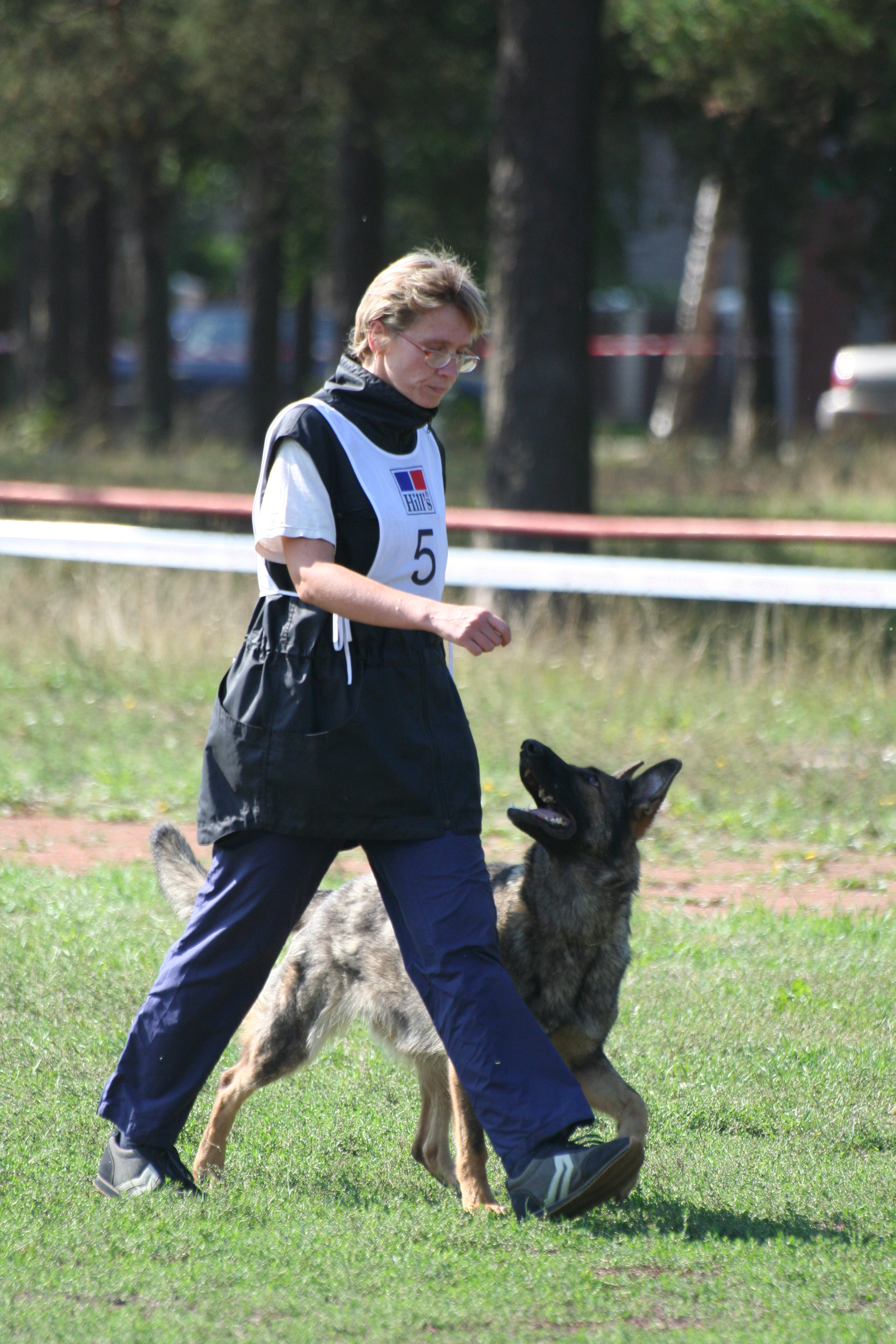
Frei folgender Hund beim Gehorsamstraining

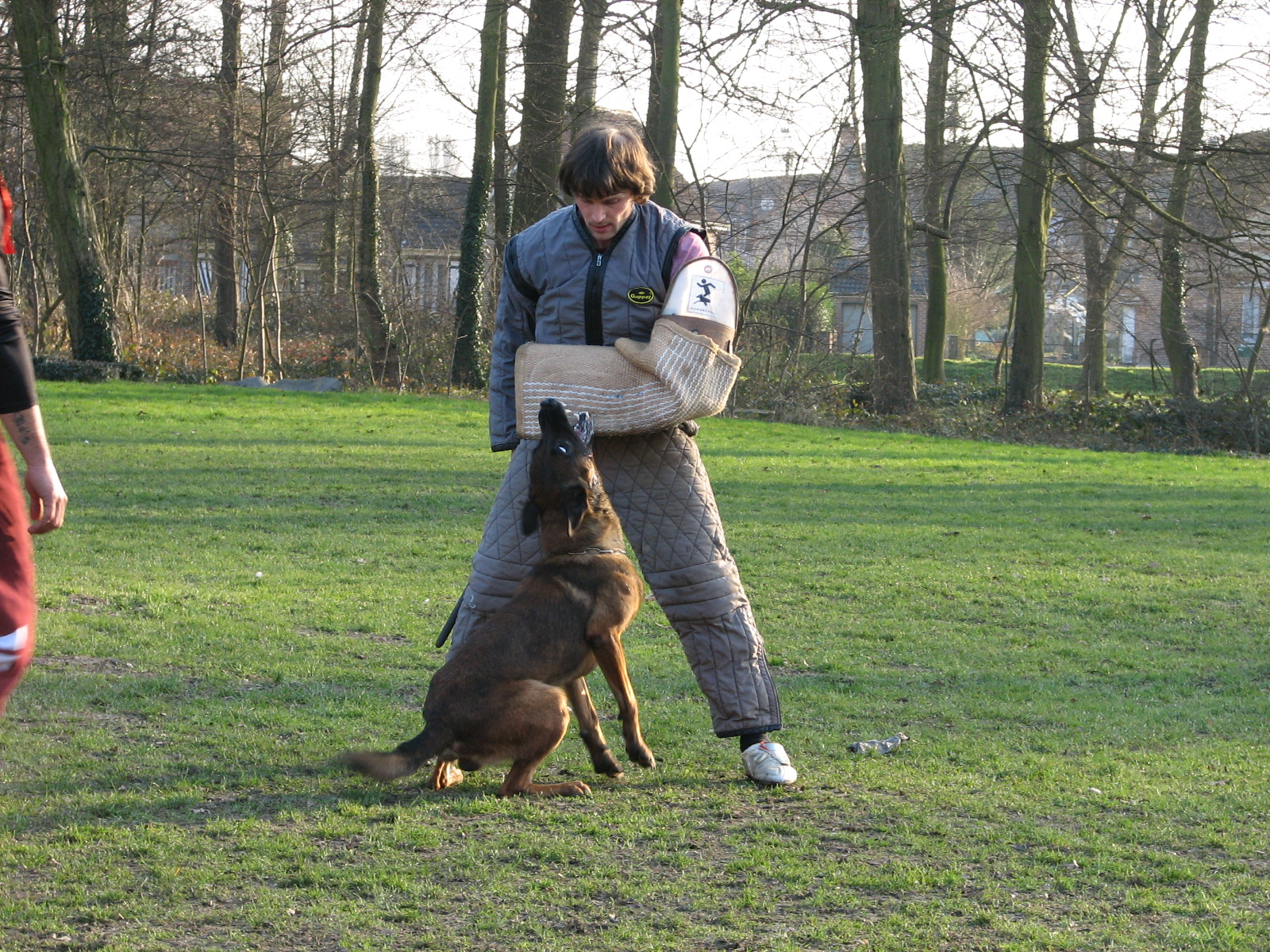
Bewachungsphase beim Schutzdienst

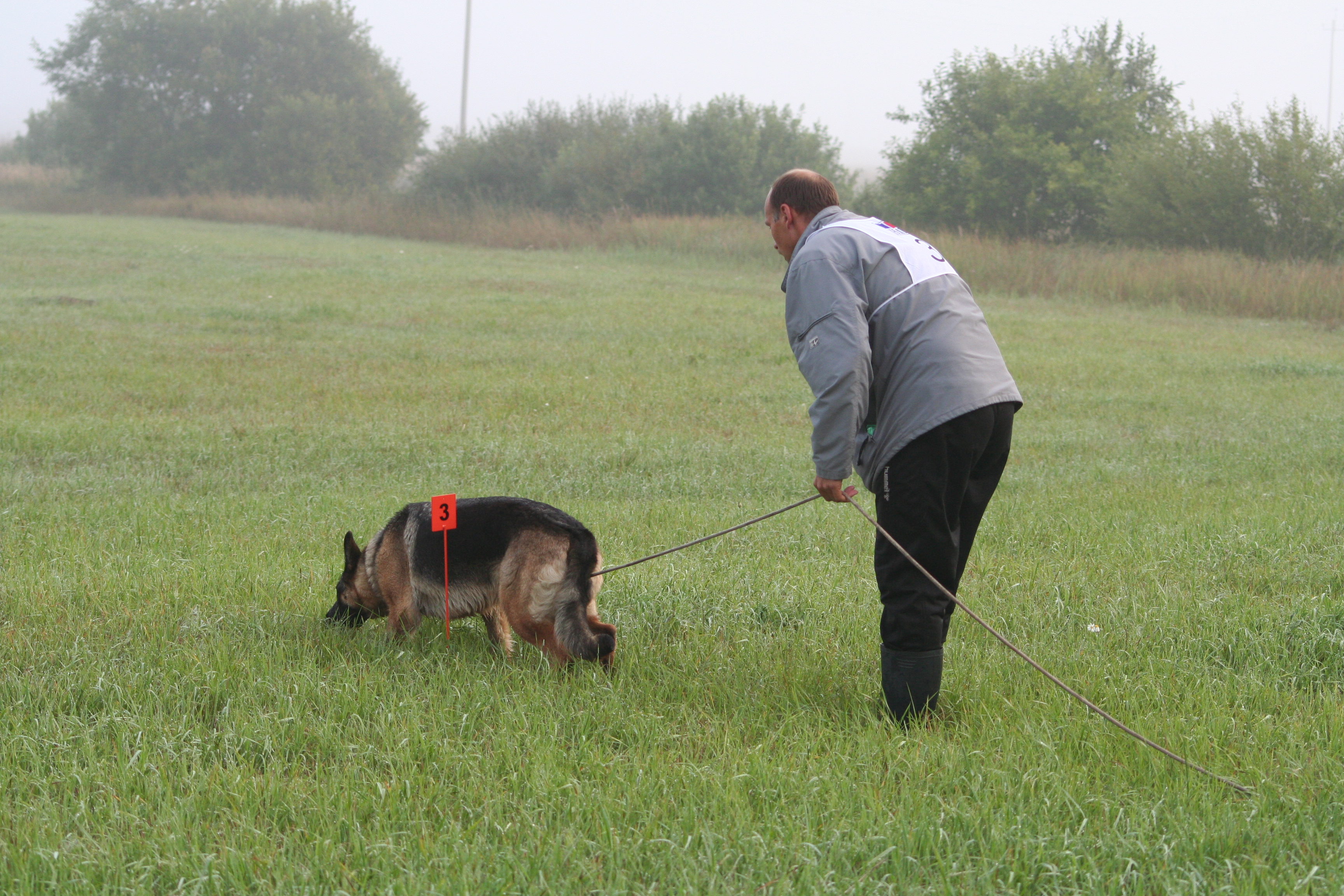
Start der Suche bei der Fährtenarbeit, die neben Schutzhundarbeit zur Gebrauchshundausbildung gehört

Die Ausbildung des Hundes sollte schon in jungen Jahren beginnen. Dort wird der Hund so trainiert, dass er später den Schutzärmel als Beute ansieht und über sein Beuteverhalten ausgebildet werden kann. Dabei ist es schwer, dem Hund in dieser Situation Gehorsam zu vermitteln. Um die nötigen Befehle, aber auch das Verbellen und andere Fähigkeiten zu erlernen, ist es nötig, den Hund nicht, wie bei der Erziehung zu Grundgehorsam üblich, zu beruhigen.
Im Sport geht es vor allem darum, den geführten Hund zu einem auch in Extremsituationen gehorsamen Begleiter zu trainieren. Heute werden die Tiere immer mehr überwiegend über Motivation und Spiel ohne wesentlichen Druck ausgebildet. Der Hund im Sport lernt nicht einen Menschen zu beißen, er erbeutet vielmehr den Schutzärmel oder das Hetzkissen.
In Österreich ist die Schutzhundeausbildung durch Privatpersonen und Vereine seit April 2025 durch eine Verordnung verboten worden.

### Diensthunde
Ein Diensthund, der als Schutzhund eingesetzt wird, durchläuft eine ähnliche Ausbildung, die aber wesentlich komplizierter aufgebaut ist und meist auch schneller vonstattengehen muss als bei einem im Sport geführten Hund. In der Ausbildung des Polizeihundes geht es nicht um das Spiel mit dem Helfer um die Beute Ärmel wie im Sport, sondern tatsächlich darum, einen Täter im Ernstfall stellen zu können: Im Polizeihundbereich wird der Hund darauf trainiert, gezielt Menschen zu stellen, im Notfall auch anzugreifen (Zivilschärfe), und auf Befehl des Hundeführers auch ohne Zögern wieder abzulassen. Sowohl in Deutschland als auch in Österreich und der Schweiz gibt es gesetzliche Regelungen, die den Einsatz von Hunden gegen Menschen und die Ausbildung dazu reglementieren. Er ist oft entweder generell den Behörden vorbehalten oder bedarf, beispielsweise im Wach- und Sicherheitsgewerbe, einer Genehmigung.

## Hundesport

### Geschichte
Im Jahr 1906 fand in Deutschland der erste Schutzhundewettbewerb statt. Sieger wurde ein Deutscher Schäferhund. Die Prüfungen, die über 100 Jahre weitgehend gleich abliefen und unter anderem Angriffe des Hunds auf einen Figuranten (auch Schutzdiensthelfer) enthielten, wurden unter dem Druck der öffentlichen Meinung modifiziert. Kern der Prüfungen sind jetzt die Selbstverteidigung des Hunds sowie die Verteidigung des Hundeführers.

### Prüfungen
Im Hundesport gibt es in den Landesorganisationen der FCI und ihren Mitgliedsvereinen eine internationale Gebrauchshundprüfung, in der Gebrauchshunde in verschiedenen Bereichen (Abteilungen) geprüft werden. Neben Fährte und Unterordnung gehört dazu der Schutzdienst. Im VDH hießen ähnliche Prüfungen erst Schutzhundprüfung (SchH), später wurde der Begriff durch Vielseitigkeitsprüfung für Gebrauchshunde (VPG) ersetzt, seit 1. Januar 2012 heißen die Prüfungen im VDH internationale Gebrauchshundprüfungen IPO. Im ÖKV heißt die entsprechende Prüfung Sport-Gebrauchshundeprüfung (ÖPO).
Neben den Gebrauchshundprüfungen, in denen die Hunde in verschiedenen Bereichen geprüft werden, existiert in der FCI auch eine Schutzdienstprüfung, in der ausschließlich Schutzdienst geprüft wird (also weder Fährte noch Unterordnung). Allerdings stellen die entsprechenden Kennzeichen SPr 1 bis SPr 3 keine Ausbildungskennzeichen im Sinne der Schau- bzw. der Ausstellungsordnung, Zuchtordnung und Körordnung dar und reine Wettkämpfe im Schutzdienst sind laut Reglement der FCI nicht zulässig.

### Wettkämpfe
Mit einem ausgebildeten Schutzhund kann man an einer Vielzahl von Wettkämpfen teilnehmen. Viele Hundesportvereine veranstalten neben den Vereinsprüfungen, in denen es hauptsächlich um das Erreichen der nächsthöheren Prüfungsstufe geht, auch Pokalkämpfe. Hier gibt es unterschiedliche Wettbewerbe. Es gibt Teamwettkämpfe, in denen meist zwei Hundeführer gemeinsam als Team antreten oder auch die Einzelkonkurrenz. In Pokalkämpfen werden die Hunde nur in der Abteilung B (Unterordnung) und/oder C (Schutzdienst) vorgeführt. Die Bewertung der Leistungen übernimmt wie bei normalen Prüfungen ein Leistungsrichter.
Neben den Pokalkämpfen gibt es Meisterschaften. Hier wird unterschieden zwischen den Wettkämpfen der einzelnen Rasseverbände und den Allrassenveranstaltungen. Vorgeführt werden ausschließlich Hunde in der IPO 3.
Die Rasseverbände der Gebrauchshunderassen (z. B. Dobermann, Deutscher Boxer, Malinois, Deutscher Schäferhund) richten eigene Deutsche Meisterschaften aus. Teilnehmen können dort nur Hunde der jeweiligen Rasse. Neben den Meisterschaften der Rasseverbände bietet der Deutsche Hundesportverband (dhv) Meisterschaften für alle Hunderassen an, die Deutschen Meisterschaften (DM) des dhv. Für diese muss man sich über diverse Veranstaltungen der Mitgliedsverbände qualifizieren. Bei den Deutschen Meisterschaften des VDH treffen sich die besten Hunde der jeweiligen Rassen und des dhv, um mit den besten sechs das Team Deutschland für die FCI WM zu bestimmen.

### Mondioring
Eine Variante des Schutzhundesports ist der Mondioringsport oder auch Ringsport, der weder von der FCI noch – in Deutschland – vom VDH anerkannt ist. Obwohl es keine Prüfungen der FCI in diesem Sport gibt und im Mondioring keine Anwartschaften auf den Titel Internationaler Arbeitschampion (CACIT) vergeben werden, gibt es eine von der FCI genehmigte Internationale Prüfungsordnung für Mondioring (IPO-MR). Im angrenzenden Ausland gibt es außerhalb des Mondioring noch Französischer Ring, Campagne, Belgischer Ring und KNPV (die Prüfungen der Königlich Niederländischen Polizeihundevereinigung), wobei sich diese Sportarten voneinander unterscheiden. Mondioring umfasst u. a. den simulierten Angriff von vorne mit einem Stock (wobei der Hund beim Mondioring im Gegensatz zu Schutzdienst keine Schläge erhält, sondern lediglich bedroht wird), das Bewachen eines vom Richter gewählten Gegenstandes und die Führerverteidigung.
Der generelle Unterschied zum Schutzdienst ist, dass das Arbeiten am Kostüm geschieht, welches den Figuranten komplett schützt, im Gegensatz zum Arm beim Schutzhundesport. Ein weiterer Unterschied besteht darin, dass der Hund im Mondioring niemals selbständig angreift: Trotz Provokation durch den Helfer darf der Hund erst auf das Kommando seines Hundeführers angreifen bzw. wenn der Hundeführer tätlich angegriffen wird.

## Abgrenzung Schutzhund – Schutzdienst im Landeshundegesetz NRW, Zivilschärfe
Im Hundegesetz für das Land Nordrhein-Westfalen wird unterschieden zwischen einer Ausbildung zum Schutzhund und einer Ausbildung im Schutzdienst. In der zugehörigen Verwaltungsvorschrift heißt es: „Die Ausbildung zum Nachteil des Menschen oder zum Schutzhund obliegt generell behördlichen Einrichtungen (diensthundehaltenden Verwaltungen), die über die erforderliche kynologische Sachkunde verfügen […]. Die Ausbildung zum Schutzhund bzw. die Ausbildung zum Nachteil des Menschen ist nicht mit der Schutzdienst- oder Sporthundausbildung des Hundes zu verwechseln. Bei der Schutzdienst- oder Sporthundausbildung wird lediglich der Beutetrieb des Hundes gereizt und seine bereits erlernte Unterordnung (Gehorsam) auch und gerade in Trieb- und unter Stresssituationen überprüft. Dieser Schutzdienst- oder Sporthundausbildung muss in jedem Fall die sog. Begleithundeausbildung vorausgehen, in der der Hund lernt, den Hör- und Sichtzeichen seines Halters umfassend zu folgen und auf Umweltreize sicher und ruhig zu reagieren.“ Bei der Ausbildung von Hunden für den zivilen Personen- und Objektschutz für Wachdienste liegt dagegen wie bei Schutzhunden eine Ausbildung auf Zivilschärfe vor.